# Formación Chacarilla
La formación Chacarilla es una formación geológica del Oxfordiano a inicios del Cretácico inferior de la cuenca de Tarapacá en el norte de Chile, en las cercanías de la frontera con Bolivia. La formación marina y fluvial preserva varios rastros de dinosaurios. El área de la quebrada de Chacarilla, de donde recibe su nombre, fue declarada Santuario de la Naturaleza en 2004.

## Descripción

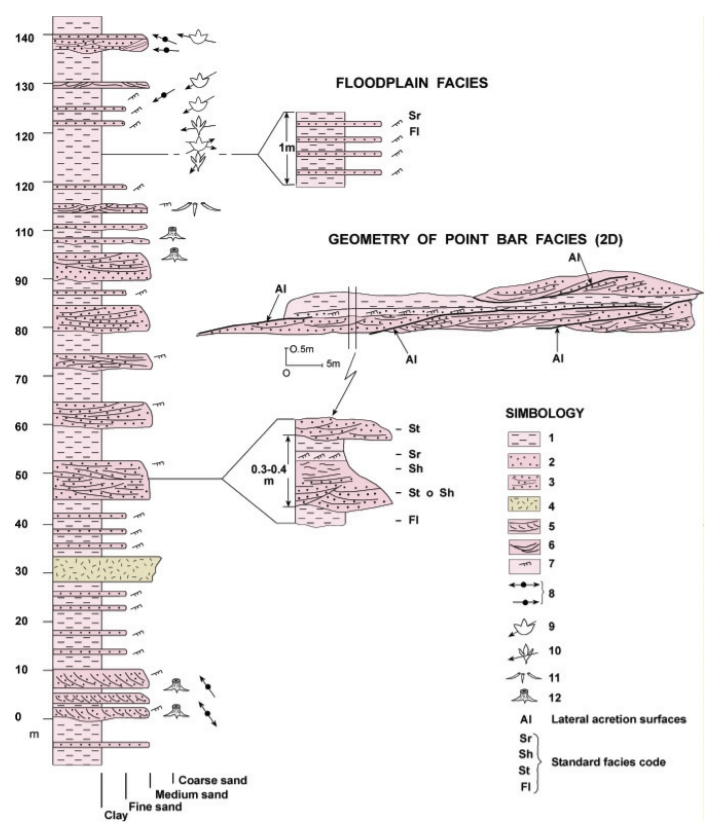
Columna estratigráfica de la formación

La formación comprende una secuencia de shales y areniscas rojas rítmicamente alternadas, con un grosor mínimo de 1.100 metros. La parte más baja de la formación estuvo depositada bajo condiciones marinas, y la parte superior estaba en un terreno inundable de meandros y un medio sedimentario de barras. Análisis recientes han demostrado un flujo de dirección hacia el oeste, hacia el noroeste y hacia el oeste-noroeste.
La formación contiene icnofósiles de terópodos y ornitópodos, ocurriendo en la parte superior de la formación, del Cretácico inferior, la cual está marcada por una discordancia angular sobrepuesta por rocas volcánicas y clastos del Cretácico superior al Paleoceno temprano de la formación Cerro Empexa. La parte superior de la formación no es más joven que la edad aptiense.

## Descubrimiento
El descubrimiento de las huellas de dinosaurios existentes en la zona de la quebrada de Chacarilla fue a fines de los años 1950 en el contexto de unas prospecciones de petróleo que desarrolló la ENAP. Los geólogos norteamericanos Galli y Dignman decidieron realizar una visita al sitio en 1962 e hicieron un primer catastro. Con la información que recopilaron, un paleontólogo de la Universidad de Yale, en Estados Unidos, identificó que estas huellas pertenecían a grupos de dinosaurios saurópodos, ornitópodos y terópodos.
El lugar permaneció semioculto durante algunos años, hasta que en el verano de 1999 un grupo de especialistas estuvo dos semanas en terreno para medir y clasificar las decenas de icnitas del lugar. Dichos estudios fueron financiados, por una parte, por el SERNAGEOMIN, y por otra parte por la Jurassic Foundation (fondo mundial que apoya investigaciones científicas financiándose de las ganancias que genera las mercancías vinculadas a la película Jurassic Park).
El arqueólogo Luis Briones, en su asesoría a la Municipalidad de Pica para la conservación de este sitio, declaró que existen otros lugares en el mundo con gran valor científico en esta área, pero ninguno con sus mismas características.

## Contenidos fósiles

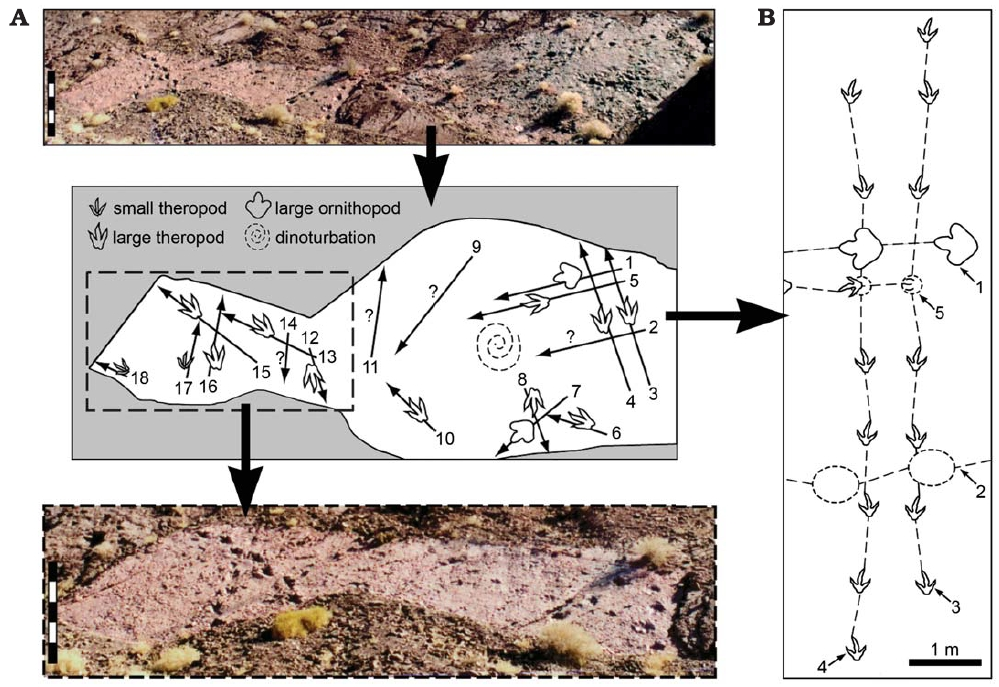
Rastros de dinosaurios de la formación Chacarilla.